# Reuland (Luxembourg)
Pour l’article homonyme, voir Reuland (Belgique).
Reuland (luxembourgeois: Reiland) est une section de la commune luxembourgeoise de Heffingen située dans le canton de Mersch.